# Đường cao tốc Jungbu

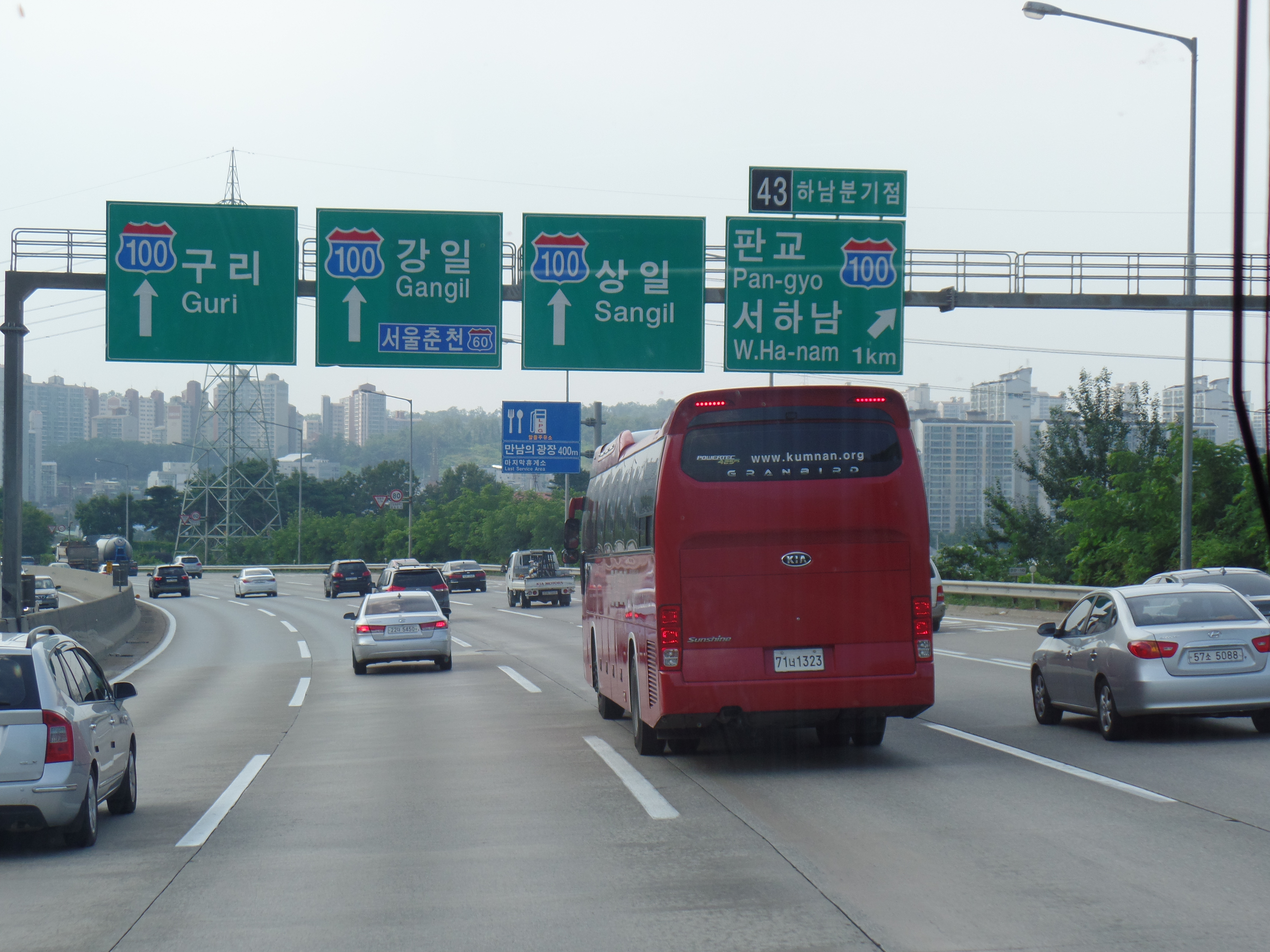
Hanam JC.

Đường cao tốc Jungbu (tiếng Hàn: 중부고속도로) là đường cao tốc ở Hàn Quốc nối phía bắc và phía nam, bắt đầu tại Nami JC ở Cheongju-si, Chungcheongbuk-do và kết thúc tại Hanam JC ở Hanam-si, Gyeonggi-do. Số tuyến của đường cao tốc là 35, nó chia sẻ với Đường cao tốc Tongyeong–Daejeon. Đường cao tốc này nối với Đường cao tốc Gyeongbu tại Cheongju và lại chia cắt tại Daejeon .

## Lịch sử
- Tháng 4 năm 1985: Bắt đầu xây dựng.
- Tháng 12 năm 1987: Đoạn Gangil (E.Seoul) ~ Nami thông xe.
- Tháng 11 năm 1991: Đoạn Gangil ~ Hanam chuyển sang Đường cao tốc vành đai ngoài Seoul (hiện nay là Đường cao tốc vành đai 1 vùng thủ đô Seoul).
- Tháng 8 năm 2001: Điểm xuất phát và điểm kết thúc được thay đổi từ Hanam → Cheongwon thành Cheongwon → Hanam. Cùng với Đường cao tốc Tongyeong–Daejeon, số tuyến đường đã được đổi thành Số 35, Đường cao tốc Gyeongbu và đoạn chồng lấn (Dong-gu ~ Daedeok-gu, Daejeon) .
- Tháng 11 năm 2001: Đoạn Majang ~ Sangok mới khai trương với tên gọi Đường cao tốc Jungbu thứ hai.

## Chi tiết tuyến đường

### Số làn đường
- Sangok JC ~ Majang JC, Hobeop JC ~ Nami JC : Khứ hôi 4 làn xe
- Hanam JC ~ Sangok JC, Majang JC ~ Hobeop JC : Khứ hồi 8 làn xe

### Chiều dài
- 117.23 km

### Tốc độ giới hạn
- Tốc độ tối đa: 110km/h, Tốc độ tối thiểu: 50km/h

### Đường hầm
| Tên          | Vị trí                                                        | Chiều dài | Ngày hoàn thành | Ghi chú           |
| ------------ | ------------------------------------------------------------- | --------- | --------------- | ----------------- |
| Hầm Jincheon | Yeondam-ri, Chopyeong-myeon, Jincheon-gun, Chungcheongbuk-do  | 475m      | 1987            | Hầm Jungbu 4 cũ   |
| Hầm Jungbu 3 | Habeoncheon-ri, Namhansanseong-myeon, Gwangju-si, Gyeonggi-do | 378m      | 1987            | Hướng đi Hanam    |
| Hầm Jungbu 3 | Habeoncheon-ri, Namhansanseong-myeon, Gwangju-si, Gyeonggi-do | 369m      | 1987            | Hướng đi Cheongju |
| Hầm Jungbu 2 | Habeoncheon-ri, Namhansanseong-myeon, Gwangju-si, Gyeonggi-do | 236m      | 1987            | Hướng đi Hanam    |
| Hầm Jungbu 2 | Habeoncheon-ri, Namhansanseong-myeon, Gwangju-si, Gyeonggi-do | 252m      | 1987            | Hướng đi Cheongju |
| Hầm Jungbu 1 | Eommi-ri, Namhansanseong- myeon, Gwangju-si, Gyeonggi-do      | 296m      | 1987            | Hướng đi Hanam    |
| Hầm Jungbu 1 | Eommi-ri, Namhansanseong- myeon, Gwangju-si, Gyeonggi-do      | 300m      | 1987            | Hướng đi Cheongju |

### Cầu
- Cầu Seoknamcheon 1
- Cầu vượt Namchon 2
- Cầu Namchon
- Cầu Seongamcheon
- Cầu Mihocheon
- Cầu Chopyeong 2
- Cầu Chopyeong 1
- Cầu Baekgokcheon
- Cầu Samho
- Cầu Woljeong
- Cầu Maesan
- Cầu Cheongmicheon
- Cầu Songdo
- Cầu Huan 2
- Cầu Huan 1
- Cầu vượt Hobeop 3
- Cầu vượt Hobeop 1
- Cầu vượt Hobeop 2
- Cầu Jangamcheon
- Cầu vượt Anpyeong
- Cầu Mogli
- Cầu Jangam
- Cầu Gocheok
- Cầu Yongmyeon
- Cầu Nogokcheon
- Cầu Gungpyeong
- Cầu vượt Samri 2
- Cầu vượt Samri 1
- Cầu Gonjiamcheon
- Cầu vượt Neughyeon
- Cầu Chowo
- Cầu Shinwolcheon
- Cầu Seoha
- Cầu Beoncheon 3
- Cầu Beoncheon 2
- Cầu Beoncheon 1
- Cầu Gwangjiwon 2
- Cầu Seongsangok
- Cầu Deokpungcheon

## Nút giao thông · Giao lộ
- IC và JC: Giao lộ, TG: Trạm thu phí, SA: Khu vực dịch vụ.
- Đơn vị đo khoảng cách là km.
- Khoảng cách tích lũy được chỉ ra trong văn bản là khoảng cách từ Nami JC, không phải là khoảng cách kết hợp của các đoạn Đường cao tốc Tongyeong–Daejeon và Đường cao tốc Gyeongbu được lắp đặt trên đường cao tốc.

| Số                                                                                           | Tên                                                                                          | Tên                                                                                          | Khoảng cách                                                                                  | Tổng khoảng cách                                                                             | Kết nối | Vị trí                                                                                       | Vị trí                                                                                       | Ghi chú |
| Số                                                                                           | Tiếng Anh                                                                                    | Hangul                                                                                       | Khoảng cách                                                                                  | Tổng khoảng cách                                                                             | Kết nối | Vị trí                                                                                       | Vị trí                                                                                       | Ghi chú |
| Tham khảo trước Đường cao tốc Tongyeong–Daejeon Kết nối trực tiếp với Đường cao tốc Gyeongbu | Tham khảo trước Đường cao tốc Tongyeong–Daejeon Kết nối trực tiếp với Đường cao tốc Gyeongbu | Tham khảo trước Đường cao tốc Tongyeong–Daejeon Kết nối trực tiếp với Đường cao tốc Gyeongbu | Tham khảo trước Đường cao tốc Tongyeong–Daejeon Kết nối trực tiếp với Đường cao tốc Gyeongbu | Tham khảo trước Đường cao tốc Tongyeong–Daejeon Kết nối trực tiếp với Đường cao tốc Gyeongbu | Tham khảo trước Đường cao tốc Tongyeong–Daejeon Kết nối trực tiếp với Đường cao tốc Gyeongbu                         | Tham khảo trước Đường cao tốc Tongyeong–Daejeon Kết nối trực tiếp với Đường cao tốc Gyeongbu | Tham khảo trước Đường cao tốc Tongyeong–Daejeon Kết nối trực tiếp với Đường cao tốc Gyeongbu | Tham khảo trước Đường cao tốc Tongyeong–Daejeon Kết nối trực tiếp với Đường cao tốc Gyeongbu                              |
| -------------------------------------------------------------------------------------------- | -------------------------------------------------------------------------------------------- | -------------------------------------------------------------------------------------------- | -------------------------------------------------------------------------------------------- | -------------------------------------------------------------------------------------------- | --- | -------------------------------------------------------------------------------------------- | -------------------------------------------------------------------------------------------- | --- |
| 28                                                                                           | Nami JC                                                                                      | 남이 분기점                                                                                  | -                                                                                            | 0.00                                                                                         | Đường cao tốc Gyeongbu                                                                                               | Chungcheongbuk-do                                                                            | Cheongju-si                                                                                  | Bắt đầu Trong trường hợp điểm xuất phát theo hướng Daejeon, không thể tiếp cận Đường cao tốc Gyeongbu (Hướng Seoul)       |
| 29                                                                                           | W.Cheongju                                                                                   | 서청주                                                                                       | 6.02                                                                                         | 6.02                                                                                         | Tỉnh lộ 507 (Cheongjuyeok-ro) Tỉnh lộ 693 (Jikji-daero)                                                              | Chungcheongbuk-do                                                                            | Cheongju-si                                                                                  | |
| 30                                                                                           | Ochang                                                                                       | 오창                                                                                         | 7.46                                                                                         | 13.48                                                                                        | Quốc lộ 17 (Gonghang-ro) Tỉnh lộ 96 Tỉnh lộ 508 (Jungbu-ro) Tỉnh lộ 540 (Ochang-daero)                               | Chungcheongbuk-do                                                                            | Cheongju-si                                                                                  | |
| 30-1                                                                                         | Ochang JC                                                                                    | 오창 분기점                                                                                  |                                                                                              |                                                                                              | Đường cao tốc Asan–Cheongju                                                                                          | Chungcheongbuk-do                                                                            | Cheongju-si                                                                                  | Trong trường hợp hướng Daejeon, không thể đi vào Đường cao tốc Asan–Cheongju (Hướng Asan)                                 |
| SA                                                                                           | Ochang SA                                                                                    | 오창휴게소                                                                                   |                                                                                              |                                                                                              | | Chungcheongbuk-do                                                                            | Cheongju-si                                                                                  | Cả 2 hướng |
| 31                                                                                           | Jeungpyeong                                                                                  | 증평                                                                                         | 8.37                                                                                         | 21.85                                                                                        | Tỉnh lộ 510 (Jungbu-ro) Tỉnh lộ 511 (Shindaeseokseong-ro)                                                            | Chungcheongbuk-do                                                                            | Cheongju-si                                                                                  | |
| 32                                                                                           | Jincheon                                                                                     | 진천                                                                                         | 11.99                                                                                        | 33.84                                                                                        | Quốc lộ 21 (Deokgeum-ro)                                                                                             | Chungcheongbuk-do                                                                            | Jincheon-gun                                                                                 | |
| 33                                                                                           | Daeso JC                                                                                     | 대소 분기점                                                                                  | 8.50                                                                                         | 42.34                                                                                        | Đường cao tốc Pyeongtaek–Jecheon                                                                                     | Chungcheongbuk-do                                                                            | Eumseong-gun                                                                                 | |
| 34                                                                                           | Daeso                                                                                        | 대소                                                                                         | 4.19                                                                                         | 46.53                                                                                        | Tỉnh lộ 82 (Daegeum-ro)                                                                                              | Chungcheongbuk-do                                                                            | Eumseong-gun                                                                                 | Eumseong IC cũ |
| SA 34-1                                                                                      | Eumseong SA Samseong                                                                         | 음성휴게소 삼성                                                                              | 4.66                                                                                         | 51.19                                                                                        | Tỉnh lộ 329 (Geumil-ro)                                                                                              | Chungcheongbuk-do                                                                            | Eumseong-gun                                                                                 | Cả 2 hướng Nút giao chỉ dành cho Hi-pass                                                                                  |
| 35                                                                                           | Iljuk                                                                                        | 일죽                                                                                         | 8.25                                                                                         | 59.44                                                                                        | Quốc lộ 38 (Seodong-daero) Tỉnh lộ 306 (Seodong-daero)                                                               | Gyeonggi-do                                                                                  | Anseong-si                                                                                   | |
| 35-1                                                                                         | S.Icheon                                                                                     | 남이천                                                                                       | 10.71                                                                                        | 70.15                                                                                        | Tỉnh lộ 70 (Sasil-ro) Tỉnh lộ 84 Gongwon-ro                                                                          | Gyeonggi-do                                                                                  | Icheon-si                                                                                    | |
| 36                                                                                           | Hobeop JC                                                                                    | 호법 분기점                                                                                  | 6.00                                                                                         | 76.15                                                                                        | Đường cao tốc Yeongdong                                                                                              | Gyeonggi-do                                                                                  | Icheon-si                                                                                    | |
| 37                                                                                           | Majang JC                                                                                    | 마장 분기점                                                                                  | 2.38                                                                                         | 78.53                                                                                        | Đường cao tốc Jungbu thứ hai                                                                                         | Gyeonggi-do                                                                                  | Icheon-si                                                                                    | Trong trường hợp của Daejeon, không thể đi vào Đường cao tốc Jungbu thứ hai (Hướng Hanam)                                 |
| SA                                                                                           | Majang Premium SA                                                                            | 마장프리미엄휴게소                                                                           |                                                                                              |                                                                                              | | Gyeonggi-do                                                                                  | Icheon-si                                                                                    | Hướng đi Hanam |
| SA                                                                                           | Icheon SA                                                                                    | 이천휴게소                                                                                   |                                                                                              |                                                                                              | | Gyeonggi-do                                                                                  | Icheon-si                                                                                    | Hướng đi Cheongju |
| 38                                                                                           | W.Icheon                                                                                     | 서이천                                                                                       | 3.31                                                                                         | 81.84                                                                                        | Quốc lộ 3 (Gyeongchung-daero) Quốc lộ 42 (Jungbu-daero) Seoicheon-ro                                                 | Gyeonggi-do                                                                                  | Icheon-si                                                                                    | |
| SA 38-1                                                                                      | Icheon SA Sindun                                                                             | 이천휴게소 신둔                                                                              | 3.00                                                                                         | 84.84                                                                                        | Seoicheon-ro 853-beongil Dojayeosul-ro 62-beongil                                                                    | Gyeonggi-do                                                                                  | Icheon-si                                                                                    | Hướng đi Hanam Đường cao tốc Jungbu và Đường cao tốc Jungbu thứ hai Nút giao chỉ dành cho Hi-pass Chỉ đi theo hướng Hanam |
| 38-2                                                                                         | Gonjiam JC                                                                                   | 곤지암 분기점                                                                                |                                                                                              |                                                                                              | Đường cao tốc vành đai 2 vùng thủ đô Seoul                                                                           | Gyeonggi-do                                                                                  | Gwangju-si                                                                                   | Trong trường hợp của Daejeon, không thể đi vào Đường cao tốc vành đai 2 vùng thủ đô Seoul (về phía Hwaseong)              |
| 39                                                                                           | Gonjiam                                                                                      | 곤지암                                                                                       | 7.71                                                                                         | 92.55                                                                                        | Quốc lộ 3 (Gyeongchung-daero)                                                                                        | Gyeonggi-do                                                                                  | Gwangju-si                                                                                   | |
| 39-1                                                                                         | Gyeonggi-Gwangju JC                                                                          | 경기광주 분기점                                                                              |                                                                                              |                                                                                              | Đường cao tốc Gwangju–Wonju                                                                                          | Gyeonggi-do                                                                                  | Gwangju-si                                                                                   | Trong trường hợp hướng Hanam, không thể đi vào Đường cao tốc Gwangju–Wonju (hướng Wonju)                                  |
| 40                                                                                           | Gwangju                                                                                      | 광주                                                                                         | 12.12                                                                                        | 104.67                                                                                       | Quốc lộ 43 (Hoean-daero) Quốc lộ 45 (Hoean-daero·Taeheojeong-ro) Tỉnh lộ 342 (Hoean-daero·Taeheojeong-ro) Haegong-ro | Gyeonggi-do                                                                                  | Gwangju-si                                                                                   | |
| 41                                                                                           | Sangok JC                                                                                    | 산곡 분기점                                                                                  | 4.94                                                                                         | 109.61                                                                                       | Đường cao tốc Jungbu thứ hai                                                                                         | Gyeonggi-do                                                                                  | Hanam-si                                                                                     | Trong trường hợp hướng Hanam, không thể đi vào Đường cao tốc Jungbu thứ hai (hướng Icheon)                                |
| TG                                                                                           | E.Seoul TG                                                                                   | 동서울 요금소                                                                                |                                                                                              |                                                                                              | | Gyeonggi-do                                                                                  | Hanam-si                                                                                     | Trạm thu phí chính |
| 42                                                                                           | Hanam                                                                                        | 하남                                                                                         | 5.19                                                                                         | 114.80                                                                                       | Quốc lộ 6 (Gyeonggang-ro) Quốc lộ 43 (Hanam-daero) Quốc lộ 45 (Misa-daero·Changwoo-ro) Cầu Paldang                   | Gyeonggi-do                                                                                  | Hanam-si                                                                                     | Trả phí khi vào hướng Hanam và hướng Cheongju                                                                             |
| SA                                                                                           | Hanam Dream SA                                                                               | 하남드림휴게소                                                                               |                                                                                              |                                                                                              | | Gyeonggi-do                                                                                  | Hanam-si                                                                                     | Có thể rẽ cả 2 hướng |
| 43                                                                                           | Hanam JC                                                                                     | 하남 분기점                                                                                  | 2.43                                                                                         | 117.23                                                                                       | Đường cao tốc vành đai 1 vùng thủ đô Seoul ( Đường cao tốc Seoul–Yangyang)                                           | Gyeonggi-do                                                                                  | Hanam-si                                                                                     | Kết thúc Kết nối gián tiếp với Đường cao tốc Seoul–Yangyang khi đi thẳng đến điểm cuối theo hướng Hanam                   |
| Kết nối trực tiếp với Đường cao tốc vành đai 1 vùng thủ đô Seoul                             |                                                                                              |                                                                                              |                                                                                              |                                                                                              | |                                                                                              |                                                                                              | |

## Khu vực đi qua
Chungcheongbuk-do
- Cheongju-si (Seowon-gu Nami-myeon - Heungdeok-gu Seokgok-dong - Gangseo-dong - Biha-dong - Jidong-dong - Hyangjeong-dong - Sinseong-dong - Namchon-dong - Oebuk-dong - Namchon-dong - Oebuk-dong - Naegok-dong - Sangsin-dong - Oksan-myeon - Cheongwon-gu Ochang-eup) - Jincheon-gun (Chopyeong-myeon - Munbaek-myeon - Chopyeong-myeon - Jincheon-eup - Deoksan-eup - Iwol-myeon) - Eumseong-gun (Daeso-myeon - Samseong-myeon)

Gyeonggi-do
- Anseong-si (Iljuk-myeon - Juksan-myeon - Iljuk-myeon) - Icheon-si (Moga-myeon - Hobeop-myeon - Majang-myeon - Sindun-myeon) - Gwangju-si (Docheok-myeon - Gonjiam-eup - Chowol-eup - Namhansanseong-myeon) - Hanam-si (Sangsangok-dong - Hasangok-dong - Cheonhyeon-dong - Deokpung-dong - Chungung-dong)

## Thư viện

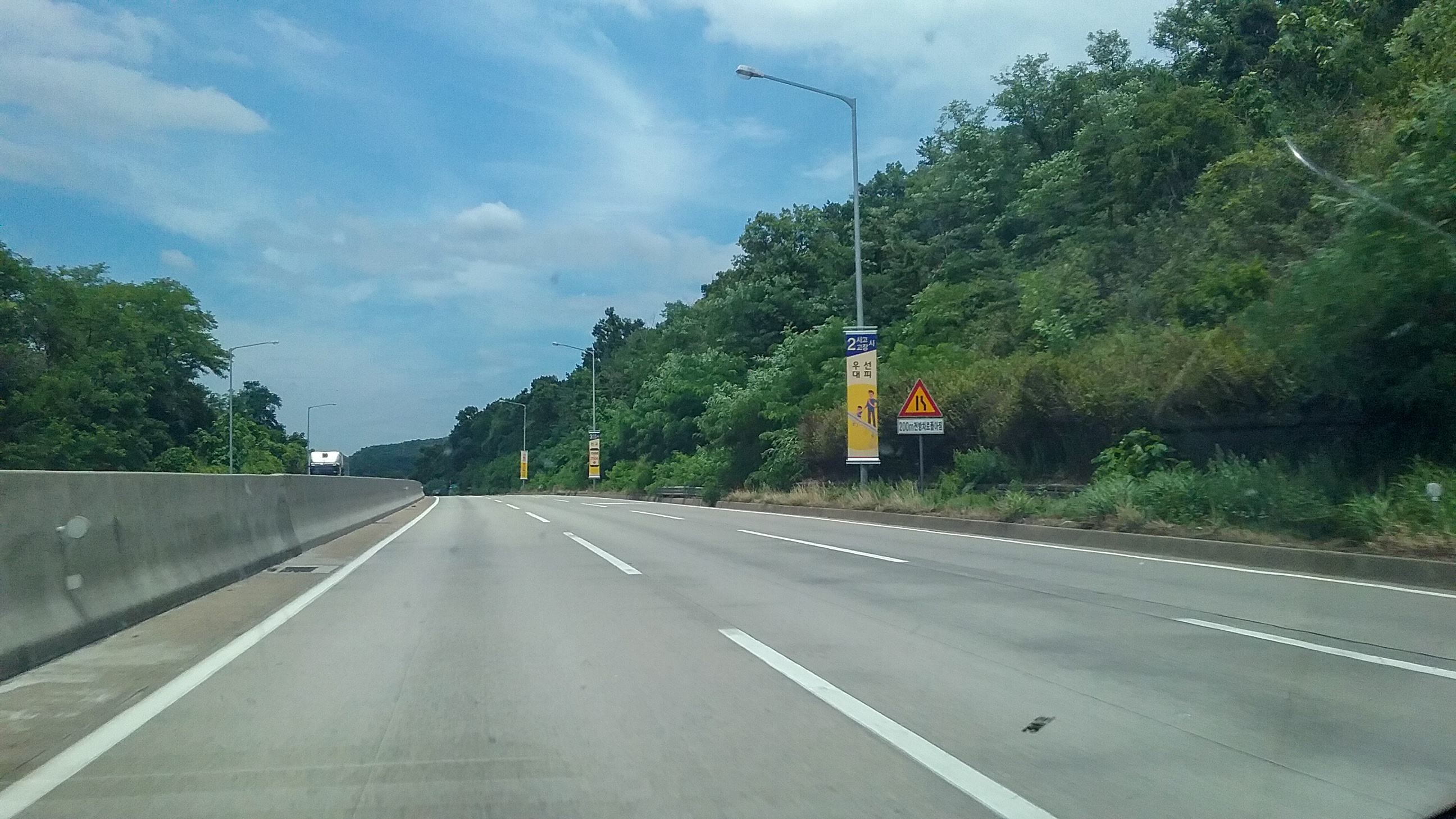
Đồi Nakta
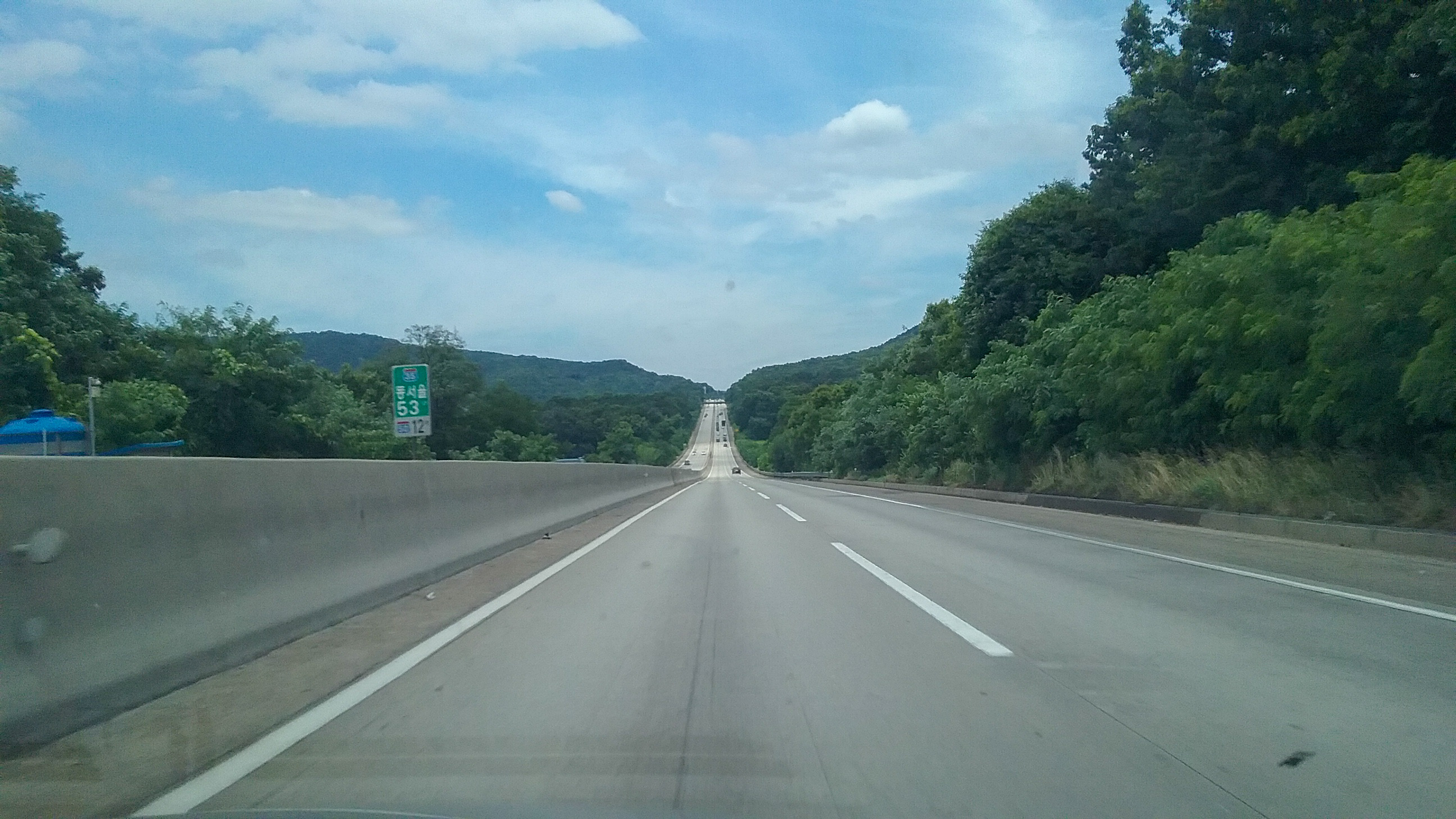
Đồi Nakta
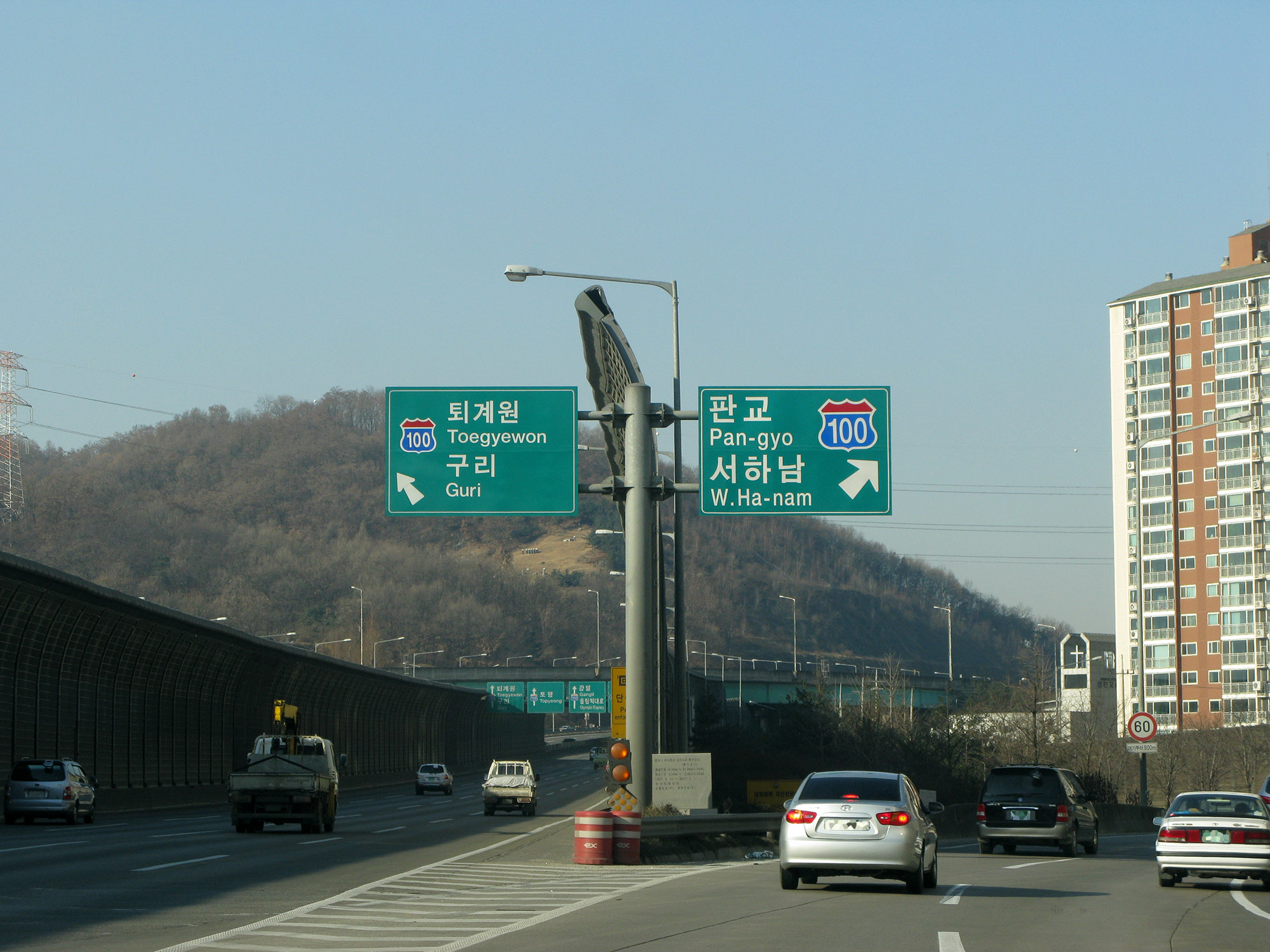
Hanam JC
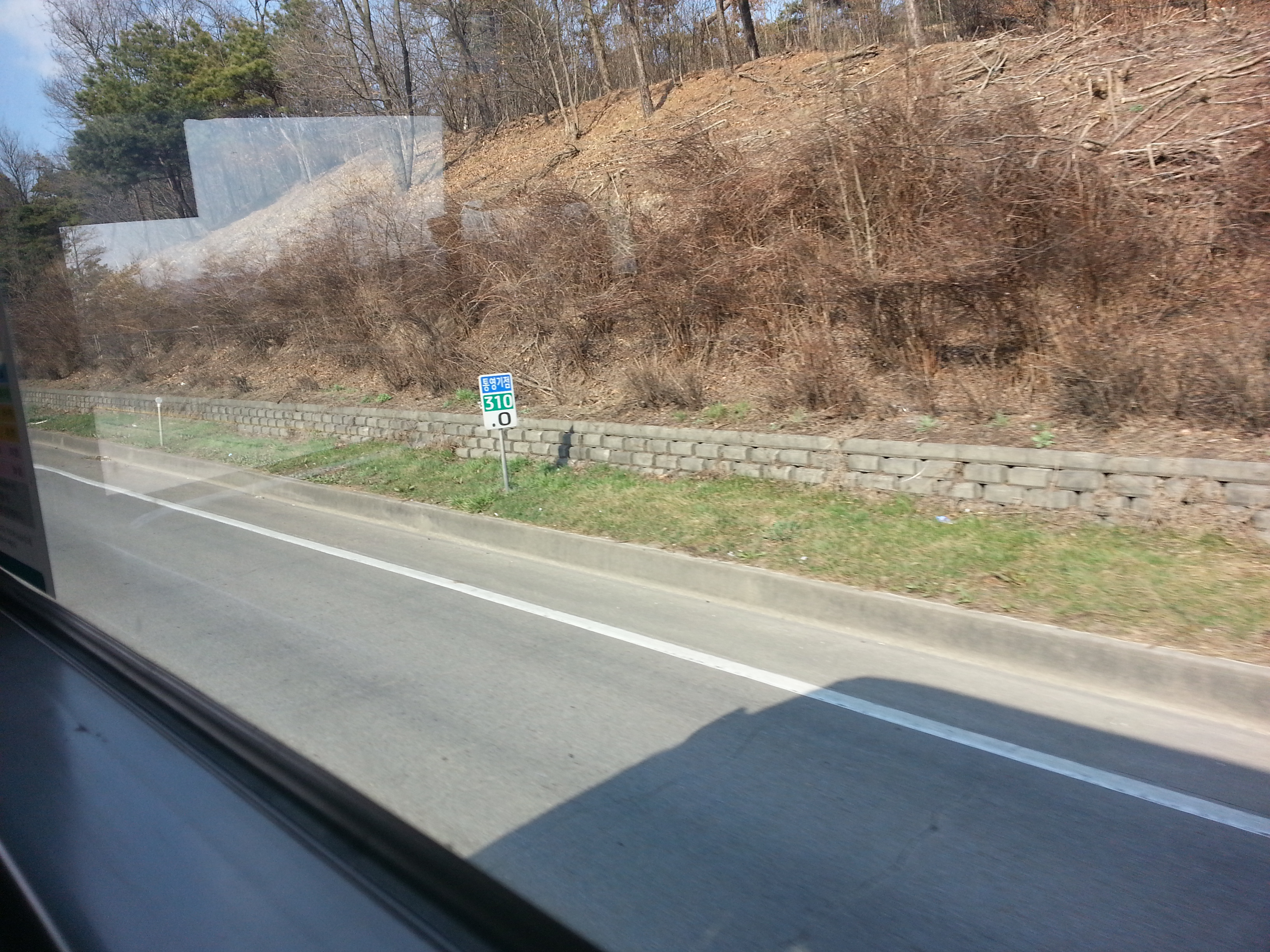
Nó dựa trên Tongyeong IC, là điểm bắt đầu của biển báo đường cao tốc Jungbu và Đường cao tốc Tongyeong-Daejeon.